# 오브 연합 수장국
오브 연합 수장국(영어: Orb Union, 일본어: オーブ連合首長国)은 TV 애니메이션 《기동전사 건담 SEED》 및 《기동전사 건담 SEED DESTINY》에 등장하는 가공의 국가이다.

## 개요
애니메이션 《기동전사 건담 SEED》 제1화에서 오브 연합 수장국이 보유한 콜로니로 설정되는 헬리오폴리스가 등장한다. 본국은 제25화(리마스터판 제24화)에서 등장했다.
이 작품에서 세계관 설정을 담당한 요시노 히로유키는 인터뷰에서 오브 연합 수장국은 일본을 모델로 한 왕국이라고 말하고 있다. 요시노는 이에 대해 일본인의 이민에 의해 성립된 국가로 설정하면서 부분적으로 고사기에 인용된 지명을 추가했다고 밝혔다. 또한 오브의 국가 체제는 브루나이와 아랍에미리트 등도 모델로 참고했다고 한다.

## 같이 보기
- 기동전사 건담 SEED